# Johnny Lockett
Reginald St John „Johnny“ Lockett (* 8. Dezember 1915; † 8. Dezember 2004 in Emsworth) war ein britischer Motorrad- und Autorennfahrer.

## Karriere
Johnny Lockett begann seine Motorsportkarriere in den 1930er-Jahren als Motorradrennfahrer. Bei der Manx Grand Prix auf dem Snaefell Mountain Course auf der Isle of Man belegte er 1936 im Junior-Rennen bis 350-cm³-Hubraum auf einer Norton den fünften Rang. 1937 wurde er in derselben Rennklasse Dritter und ein Jahr später in der Senior-Kategorie hinter Ken Bills Zweiter. Ab 1939 startete Lockett bei der Tourist Trophy. Nach dem Zweiten Weltkrieg hinderte ihn 1947 noch ein Verkehrsunfall am Wiedereinstieg in das Renngeschehen. Ab 1948 trat er für das Norton-Werksteam an.
Mit Einführung der Motorrad-Weltmeisterschaft im Jahr 1949 war Johnny Lockett auch dort für Norton am Start. Nach dem zweiten Rang bei der Senior TT hinter Teamkollege Harold Daniell beendete der die Weltmeisterschaft der 500-cm³-Klasse an der siebten Stelle der Gesamtwertung. In der 350-cm³-Klasse wurde er nach dritten Rängen in der Dutch TT und beim Großen Preis von Belgien Meisterschaftsfünfter. Seine beste Platzierung in der Weltmeisterschaft war der dritte Gesamtrang in der 350-cm³-Klasse 1951 hinter Geoff Duke und William Doran. In diesem Jahr feierte Lockett hinter Duke und vor Jack Brett im Junior-TT-Lauf einen Norton-Dreifachsieg und zum zweiten Mal in seiner Karriere Rang zwei bei einem TT-Rennen.
Nach dem Ende der Motorradzeit 1951 fuhr Johnny Lockett Automobilrennen. 1953 ging der bei der Mille Miglia an den Start, fiel aber aus. In einem Werks-Austin-Healey 100 beendete er das 24-Stunden-Rennen von Le Mans als Zwölfter (sein Partner war der Niederländer Maurice Gatsonides) und das 9-Stunden-Rennen von Goodwood als Elfter; dort war seine Partner Ken Rudd.
1955 war Lockett einer der Fahrer die den MG EX182 in Le Mans und bei der RAC Tourist Trophy pilotierten. Nach 1955 bestritt er keine Rennen mehr.

## Tod
Lockett wurde am 8. Dezember 1915 geboren und starb auf den Tag genau 89 Jahre später.

## Statistik

### In der Motorrad-Weltmeisterschaft
| Saison | Klasse  | Motorrad | Rennen | Siege | Podien | Punkte | Ergebnis |
| ------ | ------- | -------- | ------ | ----- | ------ | ------ | -------- |
| 1949   | 350 cm³ | Norton   | 2      | 0     | 2      | 14     | 5.       |
| 1949   | 500 cm³ | Norton   | 2      | 0     | 1      | 13     | 7.       |
| 1950   | 350 cm³ | Norton   | 2      | 0     | 0      | 4      | 9.       |
| 1950   | 500 cm³ | Norton   | 3      | 0     | 2      | 9      | 6.       |
| 1951   | 350 cm³ | Norton   | 4      | 0     | 3      | 19     | 3.       |
| 1951   | 500 cm³ | Norton   | 3      | 0     | 0      | 6      | 11.      |
| Gesamt | Gesamt  | Gesamt   | 16     | 0     | 8      | 55     |          |

### Le-Mans-Ergebnisse
| Jahr | Team                        | Fahrzeug          | Teamkollege        | Platzierung | Ausfallgrund |
| ---- | --------------------------- | ----------------- | ------------------ | ----------- | ------------ |
| 1953 | Donald Healey Motor Company | Austin-Healey 100 | Maurice Gatsonides | Rang 12     |              |
| 1955 | MG Cars Ltd.                | MG EX182          | Ken Miles          | Rang 12     |              |

### Einzelergebnisse in der Sportwagen-Weltmeisterschaft
| Saison | Team                        | Rennwagen         | 1   | 2   | 3   | 4   | 5   | 6   | 7   |
| ------ | --------------------------- | ----------------- | --- | --- | --- | --- | --- | --- | --- |
| 1953   | Donald Healey Motor Company | Austin-Healey 100 | SEB | MIM | LEM | SPA | NÜR | RTT | CAP |
| 1953   | Donald Healey Motor Company | Austin-Healey 100 |     | DNF | 12  |     |     |     |     |
| 1955   | MG                          | MG EX182          | BUA | SEB | MIM | LEM | RTT | TAR |     |
| 1955   | MG                          | MG EX182          |     |     |     | 12  | DNF |     |     |